# Burdur (circonscription électorale)
La circonscription électorale de Burdur correspond à la province du même nom et envoie 3 députés à la Grande Assemblée nationale de Turquie.

## Composition
La circonscription de Burdur est divisée en 11 districts (ilçe). Chaque district est composé d'un chef-lieu et de municipalités (communes et villages).

## Résultats électoraux

### Élections législatives de 2018
| Partis                   | Partis                                        | Voix    | %     | Sièges | +/-           | Élus                         |
| ------------------------ | --------------------------------------------- | ------- | ----- | ------ | ------------- | ---------------------------- |
|                          | Parti de la justice et du développement (AKP) | 76 123  | 43,15 | 2      |               | Bayram Özçelik et Yasin Uğur |
|                          | Parti républicain du peuple (CHP)             | 35 690  | 20,23 | 1      | en stagnation | Mehmet Göker                 |
|                          | Le Bon Parti (İYİ)                            | 35 155  | 19,93 | 0      | Nv.           |                              |
|                          | Parti d'action nationaliste (MHP)             | 22 059  | 12,50 | 0      | en stagnation |                              |
|                          | Parti démocratique des peuples (HDP)          | 3 385   | 1,92  | 0      | en stagnation |                              |
|                          | Parti de la félicité (SP)                     | 2 699   | 1,53  | 0      | en stagnation |                              |
|                          | Parti patriote (VATAN)                        | 750     | 0,43  | 0      | en stagnation |                              |
|                          | Parti de la cause libre (HÜDA PAR)            | 571     | 0,32  | 0      | en stagnation |                              |
|                          |                                               |         |       |        |               |                              |
| Total                    | Total                                         | 176 432 | 100   | 3      | en stagnation | -                            |
| Inscrits / participation | Inscrits / participation                      | 196 733 | 90,03 |        |               |                              |

### Élections législatives de 2023
| Partis                   | Partis                                        | Voix    | %     | Sièges | +/-           | Élus                         |
| ------------------------ | --------------------------------------------- | ------- | ----- | ------ | ------------- | ---------------------------- |
|                          | Parti de la justice et du développement (AKP) | 67 690  | 36,58 | 2      | en stagnation | Adem Korkmaz et Mustafa Oğuz |
|                          | Parti républicain du peuple (CHP)             | 57 438  | 31,04 | 1      | en stagnation | İzzet Akbulut                |
|                          | Parti d'action nationaliste (MHP)             | 25 933  | 14,01 | 0      | en stagnation |                              |
|                          | Le Bon Parti (İYİ)                            | 21 049  | 11,37 | 0      | en stagnation |                              |
|                          | Parti de la victoire (ZP)                     | 2 656   | 1,44  | 0      | Nv.           |                              |
|                          | Nouveau parti de la prospérité (YRP)          | 2 249   | 1,22  | 0      | Nv.           |                              |
|                          | Parti de la gauche verte (YSP)                | 1 718   | 0,93  | 0      | en stagnation |                              |
|                          | Parti de la patrie (M)                        | 1 404   | 0,76  | 0      | Nv.           |                              |
|                          | Parti de la grande unité (BBP)                | 1 281   | 0,69  | 0      | en stagnation |                              |
|                          | Parti de la justice (AP)                      | 803     | 0,43  | 0      | Nv.           |                              |
|                          | Parti de la justice et de l'unité (AB)        | 448     | 0,24  | 0      | Nv.           |                              |
|                          | Parti de la mère patrie (ANAP)                | 359     | 0,19  | 0      | en stagnation |                              |
|                          | Parti jeune (GP)                              | 356     | 0,19  | 0      | en stagnation |                              |
|                          | Parti patriote (VATAN)                        | 253     | 0,14  | 0      | en stagnation |                              |
|                          | Parti des droits et libertés (HAK)            | 244     | 0,13  | 0      | en stagnation |                              |
|                          | Parti de la nation (MP)                       | 238     | 0,13  | 0      | en stagnation |                              |
|                          | Parti communiste de Turquie (TKP)             | 182     | 0,10  | 0      | en stagnation |                              |
|                          | Parti des travailleurs de Turquie (TIP)       | 178     | 0,10  | 0      | en stagnation |                              |
|                          | Parti de l'union du pouvoir (GBP)             | 169     | 0,09  | 0      | Nv.           |                              |
|                          | Parti de libération du peuple (HKP)           | 164     | 0,09  | 0      | en stagnation |                              |
|                          | Parti de gauche (SOL)                         | 118     | 0,06  | 0      | en stagnation |                              |
|                          | Mouvement communiste (TKH)                    | 63      | 0,03  | 0      | Nv.           |                              |
|                          | Parti de l'innovation (YP)                    | 58      | 0,03  | 0      | Nv.           |                              |
|                          | Parti de la route nationale (MYP)             | 1       | 0,00  | 0      | Nv.           |                              |
|                          |                                               |         |       |        |               |                              |
| Total                    | Total                                         | 185 052 | 100   | 3      | en stagnation | -                            |
| Inscrits / participation | Inscrits / participation                      | 204 323 | 90,75 |        |               |                              |